# Лайман, Бенджамин Смит
Бенджамин Смит Лайман (англ. Benjamin Smith Lyman; 11 декабря 1835 — 30 августа 1920) — американский горный инженер, лингвист-любитель и антрополог. Прежде всего Лайман известен открытием феномена рэндаку в японском языке, одно из правил которого было названо в его честь как «Правило Лаймана». Был иностранным советником при правительстве Мэйдзи.

## Биография

### Молодость
Бенджамин Лайман родился 11 декабря 1835 года в городе Нортгемптон (штат Массачусетс). В возрасте 20 лет он закончил Гарвардский университет по специальности «горная инженерия». После этого он некоторое время работал сначала школьным учителем, а потом у своего дяди ассистентом по топографическим и геологическим исследованиям на горе «Брод Топ Маунтин» в штате Пенсильвания. Это существенно повысило его интерес к подобного рода деятельности. С этой целью с 1859 по 1862 год он прожил в Европе, где повышал своё образование в горном деле во Франции и Саксонии. Вернувшись в США, он открыл свою контору по горному делу.

### После Японии
Лайман большую часть жизни был убеждённым вегетарианцем и посвятил этому научную кулинарную книгу, состоящую из вегетарианских рецептов под названием «Vegetarian Diet and Dishes», где он также доказывал пользу подобного питания. 20 августа 1920 года он умер в возрасте 84 лет, в городе Челтнем (штат Пенсильвания). Все его научные труды хранятся в университете Массачусетса в собрании «Benjamin Smith Lyman Collection».